# Trachelophorini
Trachelophorini Jekel, 1860 è una tribù di coleotteri appartenenti alla famiglia Attelabidae.

## Tassonomia
La tribù Trachelophorini comprende i seguenti generi:
- Centrocorynus
- Cycnotrachelus
- Metriotrachelus
- Paracycnotrachelus
- Paratrachelophorus
- Trachelophoridius
- Trachelophorus Jekel, 1860